# Trouble with the Curve
Trouble with the Curve is een Amerikaanse sport-/dramafilm uit 2012 met o.a. Clint Eastwood, John Goodman, Amy Adams en Justin Timberlake, onder regie van Robert Lorenz.

## Verhaal
In het kort gaat deze film over een honkbalscout op leeftijd waarvan wordt gedacht dat hij maar eens met pensioen moest gaan en gelijkertijd geconfronteerd wordt met de emotionele kloof tussen hem en zijn dochter.

## Cast
- Clint Eastwood - Gus
- Amy Adams - Mickey Lobel
- Justin Timberlake - Johnny Flanagan
- John Goodman - Pete Klein
- Robert Patrick - Vince
- Matthew Lillard - Phillip Sanderson
- Ed Lauter - Max
- Joe Massingill - Bo Gentry
- Chelcie Ross - Smitty
- Scott Eastwood - Billy Clark